# Gewandniederlegungskirche (Moskau)

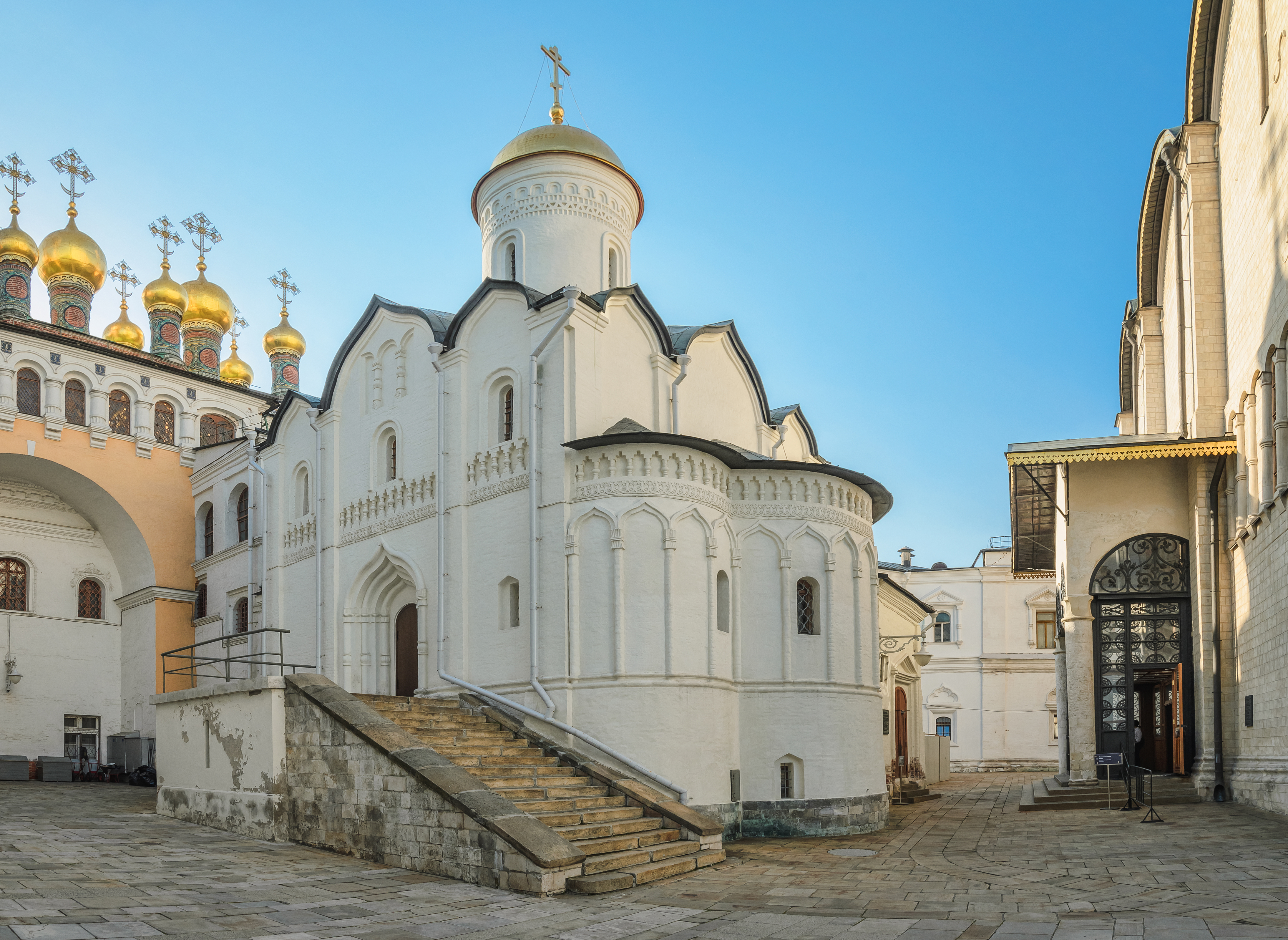
Gewandniederlegungskirche im Moskauer Kreml

Die Gewandniederlegungskirche (russisch Церковь Ризоположения) ist eine orthodoxe Kirche im Kreml in der russischen Hauptstadt Moskau. Sie wurde 1485 vollendet und ist der Gewandniederlegung der Hl. Maria geweiht. 

## Geschichte

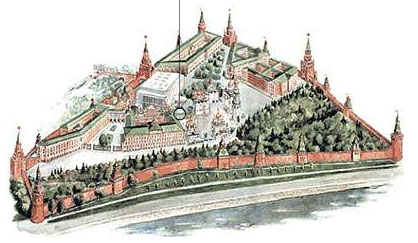
Lage im Kreml

Die Gewandniederlegungskirche befindet sich im Moskauer Kreml auf dem dortigen Kathedralenplatz, in unmittelbarer Nachbarschaft zu den drei Hauptkathedralen des Kremls (Entschlafens-, Erzengels- und Verkündigungskathedrale). Von der West- und Südseite her schließen sich Bauwerke des Großen Kremlpalastes (Facettenpalast sowie Goldene Zarinnenkammer mit Hauskirchen) an die Gewandniederlegungskirche an.
Die Gewandniederlegungskirche ist dem orthodoxen Kirchenfest der Gewandniederlegung der Hl. Maria geweiht, das jährlich am 2. Juli begangen wird. Es hatte Bedeutung gewonnen als Tag der wundersamen Zerschlagung altrussischer Heiden bei deren Feldzug gegen Konstantinopel im Jahr 860. Der Bau der Gewandniederlegungskirche im Moskauer Kreml geht auf eine weitere historische Gegebenheit zurück, die von orthodoxen Gläubigen ebenfalls mit dem Tag der Gewandniederlegung in Verbindung gebracht wird: Als im Juli 1451 Moskau von tatarischen Truppen überfallen wurde und der Kreml dem ersten Sturmangriff standhalten konnte, bereiteten sich die Verteidiger der Festung trotz Erschöpfung auf einen erneuten Angriff am nächsten Tag vor. Bei Tagesanbruch stellten die Moskowiter jedoch überrascht fest, dass der Feind sich inzwischen verzogen hatte. Was vermutlich auf die innenpolitischen Geschehnisse in der Goldenen Horde zurückzuführen war, schrieben die orthodoxen Moskowiter der Gottesmutter und ihren Gewandreliquien zu, die gerade am selben Tag (2. Juli) gefeiert wurden.
Kurz danach ließ Großfürst Wassili II. in Andenken an dieses Ereignis eine Kirche im Kreml errichten, was auch den damaligen Traditionen, Gotteshäuser in Andenken an historische Siege bauen zu lassen, entsprach. Diese erste aus Holz erbaute Kirche brannte 1472 ab. 1484 bis 1486 wurde dann die heutige Gewandniederlegungskirche errichtet, wobei mit den Arbeiten eine Gruppe von Kirchenbaumeistern aus der Stadt Pskow betraut wurde. Fast zeitgleich wurde, ebenfalls von Pskower Meistern, auch die benachbarte Mariä-Verkündigungs-Kathedrale erbaut, was gewisse architektonische Ähnlichkeiten zwischen den beiden Gotteshäusern erklärt.
Von deren Einweihung bis Mitte des 17. Jahrhunderts diente die Gewandniederlegungskirche, in deren Nähe sich die Gemächer des russisch-orthodoxen Kirchenoberhaupts befanden, als Hauskirche des Metropoliten bzw. von 1589 an, als in der russisch-orthodoxen Kirche das Patriarchentum eingeführt wurde, des Moskauer Patriarchen. Als 1656 der damalige Patriarch Nikon den bis heute bestehenden Patriarchenpalast mit der Zwölfapostelkirche neben seinem Hof und der Gewandniederlegungskirche errichten ließ, wurde letztere als Hauskirche dem Zarenhof übergeben, welcher sich damals ebenfalls im Moskauer Kreml befand. In der Folge wurde die Gewandniederlegungskirche baulich erweitert und unmittelbar an den Komplex des Zarenpalastes, speziell der Goldenen Zarinnenkammer, angebaut. Aufgrund dessen diente die Gewandniederlegungskirche bis zur Verlegung des Zarenhofes nach Sankt Petersburg vor allem den Gattinnen und Töchtern des Zaren als Hauskirche.
Noch bis ins 20. Jahrhundert hinein musste die Kirche, vor allem aufgrund häufiger Feuersbrünste (zuletzt 1812 während des Angriffs durch Napoléon), mehrmals um- oder wiederaufgebaut werden. Heute dient sie vor allem als Museum. Jährlich am Feiertag der Gewandniederlegung (gegenwärtig aufgrund der Verschiebung bei der Einführung des Gregorianischen Kalenders am 15. Juli) finden dort aber auch Gottesdienste statt.

## Architektur

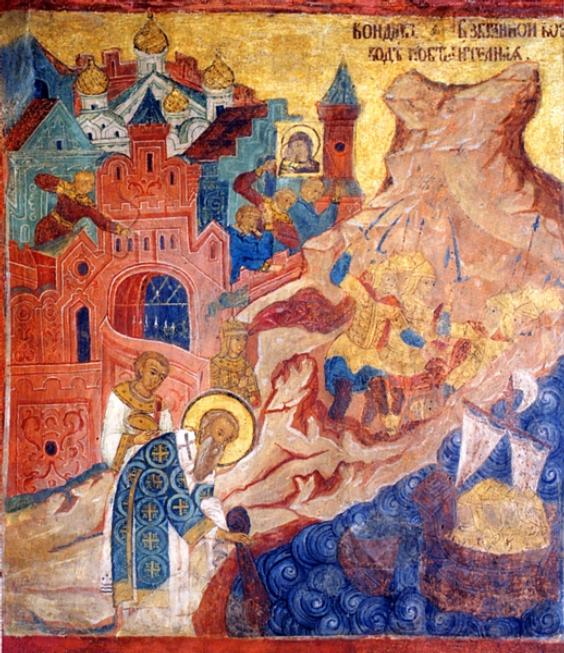
Fresko Wundersame Rettung Konstantinopels in der Gewandniederlegungskirche

Die Gewandniederlegungskirche weist deutlich bescheidenere Ausmaße auf als die benachbarten Kathedralen und ist heute an fast allen Seiten von mehreren größeren Bauten umstellt, so dass sie auf dem Kathedralenplatz eine eher unauffällige Position einnimmt. Als Denkmal der Pskower Sakralbaukunst des 15. Jahrhunderts weist die Kirche jedoch mehrere Besonderheiten auf, die sie von anderen Moskauer Gotteshäusern jener Zeit unterscheiden. Im Gegensatz zu der ebenfalls von Pskower Meistern erbauten Verkündigungskathedrale hat die Gewandniederlegungskirche nur einen, zentralen Kirchturm, gekrönt von einer Kuppel, die ungewöhnlicherweise die Form eines Helms (im Unterschied zu dem typisch russischen „Zwiebelturm“) annimmt. Auch sonst ist für die Gewandniederlegungskirche, nicht zuletzt durch das hohe Kellergeschoss, ihre überaus schlanke Gestalt charakteristisch, was für die benachbarten Kathedralen so nicht gilt. Die eher schlicht und sachlich gehaltenen Fassaden der Kirche sowie ihre Dachkonstruktion mit den typischen kielbogen- und kegelförmigen Kokoschnikornamenten hat sie hingegen mit der Verkündigungskathedrale gemeinsam. Die backsteinernen Außenwände der Kirche sind, wie es auch für andere Moskauer Sakralbauten des Spätmittelalters üblich war, mit weißem Kalkstein verkleidet. Der Haupteingang, zu dem eine Außentreppe führt, befindet sich an der Südfassade.
Die künstlerische Ausgestaltung des Innenraumes der Gewandniederlegungskirche, die im Wesentlichen das Interieur der alten Holzkirche nachempfindet, stammt aus den 1640er Jahren. Gemäß dem Namen des Gotteshauses nehmen hier Motive mit vielfältigen Darstellungen der Gottesmutter Maria in apokryphischen Szenen eine dominierende Stellung ein. So enthält die vierrängige Ikonostase unter anderem eine Ikone namens Gottesmutter mit Säugling (Богоматерь с младенцем), erschaffen um 1627 vom Hofikonenmaler Nasari Istomin Sawin. Ebenfalls auffallend sind die Wand- und Gewölbefresken mit Jesus- und Maria-Darstellungen sowie Porträts kanonisierter russischer Fürsten. Hinter der Westfassade der Kirche befindet sich eine Galerie, in der heute eine Dauerausstellung von Erzeugnissen der russischen sakralen Holzbildhauerei und Kleinplastik aus dem 14. bis 17. Jahrhundert untergebracht ist. Die Exponate, bei vielen von denen es sich um geschnitzte Heiligenfiguren handelt, wurden aus verschiedenen russischen Städten hierher gebracht und stammen teilweise aus in der Sowjetära zerstörten Kirchen und Klöstern.